# Nastri d'argento 1961
Els Nastri d'argento 1961 foren la 16a edició de l'entrega dels premis Nastro d'Argento (Cinta de plata) que va tenir lloc el 1961.

## Guanyadors

### Productor de la millor pel·lícula
- Dino De Laurentiis - pel conjunt de la seva producció
- Angelo Rizzoli i Giuseppe Amato - La dolce vita
- Goffredo Lombardo - Rocco e i suoi fratelli

### Millor director
- Luchino Visconti - Rocco e i suoi fratelli
- Michelangelo Antonioni - L'avventura
- Federico Fellini - La dolce vita

### Millor argument original
- Federico Fellini, Ennio Flaiano i Tullio Pinelli - La dolce vita
- Michelangelo Antonioni - L'avventura
- Luchino Visconti, Vasco Pratolini i Suso Cecchi D'Amico - Rocco e i suoi fratelli

### Millor guió
- Luchino Visconti, Suso Cecchi D'Amico, Pasquale Festa Campanile, Massimo Franciosa i Enrico Medioli - Rocco e i suoi fratelli
- Federico Fellini, Ennio Flaiano, Tullio Pinelli i Brunello Rondi - La dolce vita
- Agenore Incrocci, Furio Scarpelli, Luigi Comencini i Marcello Fondato - Tutti a casa

### Millor actor protagonista
- Marcello Mastroianni - La dolce vita
- Alberto Sordi - Tutti a casa
- Marcello Mastroianni - Il bell'Antonio

### Millor actriu protagonista
- Sophia Loren - La ciociara
- Anna Maria Ferrero - Il gobbo
- Monica Vitti - L'avventura

### Millor actriu no protagonista
- Didi Perego - Kapò
- Sandra Milo - Adua e le compagne
- Lea Massari - L'avventura

### Millor actor no protagonista
- Enrico Maria Salerno - La lunga notte del '43
- Paolo Stoppa - Rocco e i suoi fratelli
- Annibale Ninchi - La dolce vita

### Millor vestuari
- Maria De Matteis - Gastone
- Piero Tosi - Rocco e i suoi fratelli
- Danilo Donati - Adua e le compagne

### Millor banda sonora
- Giovanni Fusco - L'avventura
- Nino Rota - La dolce vita
- Carlo Rustichelli - Kapò

### Millor fotografia en blanc i negre
- Giuseppe Rotunno - Rocco e i suoi fratelli
- Aldo Scavarda - L'avventura
- Armando Nannuzzi - Il bell'Antonio

### Millor fotografia en color
- Aldo Tonti - Ombre bianche
- Aldo Tonti - India: Matri Bhumi
- Tonino Delli Colli - Il mondo di notte

### Millor escenografia
- Piero Gherardi - La dolce vita
- Mario Garbuglia - Rocco e i suoi fratelli
- Carlo Egidi - La lunga notte del '43

### Millor curtmetratge
- La casa delle vedove de Gian Vittorio Baldi

### Millor curtmetratge experimental
- Bambini nell'acquedotto de Giuseppe Ferrara

### Millor pel·lícula estrangera
- Ingmar Bergman – El setè segell (Det sjunde inseglet)
- Jean-Luc Godard - Al final de l'escapada (À bout de souffle)
- Grigori Txukhrai - Bal·lada o soldate (Баллада о солдате)